# Majoccoid
majoccoid（まじょっこいど、9月25日 - ）は、日本の女性漫画家。秋田県出身。

## 来歴
2013年、『コミックホットミルク』（コアマガジン）にてデビュー。2019年から2020年まで、『月刊ComicREX』（一迅社）にてもちオーレ原作による『イケメン女と箱入り娘』を連載。2021年から2022年まで、四葉夕卜原作の『転生七女ではじめる異世界ライフ 〜万能魔力があれば貴族社会も余裕で生きられると聞いたのですが?!〜』のコミカライズを連載。2022年からえとう蜜夏の小説のコミカライズである『傷痕王子妃は幸せになりたい』を『マンガPark』（白泉社）で、2023年からしめさば原作による『たゆたう煙は掴めない』を『comic HOWL』（一迅社）にて連載している。

## 作品リスト

### 連載
- イケメン女と箱入り娘（原作：もちオーレ、『月刊ComicREX』2019年11月号[5] - 2020年12月号[6]、全2巻）
- 転生七女ではじめる異世界ライフ 〜万能魔力があれば貴族社会も余裕で生きられると聞いたのですが?!〜（原作：四葉夕卜、キャラクター原案：nyanya、『WEBデンプレコミック（現在の『電撃コミックレグルス』）』[12]（『ComicWalker』および『ニコニコ静画』内）2021年3月26日[7] - 2022年9月30日[8]、全3巻）
- 傷痕王子妃は幸せになりたい（原作：えとう蜜夏[9][10][13][14]、『マンガPark』[9]2022年2月20日[10]（ただし『ヤングアニマルWeb』先行掲載[15]）  - 2025年6月29日[16]、既刊5巻）
- たゆたう煙は掴めない（原作：しめさば、『comic HOWL』（『一迅プラス』内）2023年8月23日[11] - 連載中）

### 読み切り
- Girls Don't Cry（『巨乳タイツ〜黒タイツ美少女といちゃエロしちゃう〜アンソロジーコミック』2018年[17]）
- エリーちゃんはちょっとゆううつ？（原作：甘党、『となりの吸血鬼さん 公式コミックアンソロジー』2018年[18]） - 『となりの吸血鬼さん』のアンソロジー寄稿作品[18]。
- sister conceal（『たわわなおっぱいは好きですか？ 巨乳少女 アンソロジーコミック 5』2018年[19]）
- 吸血鬼百合 / いけないとわかっているけど…な百合 / 本当にあった百合 / バトル百合 / となりのお姉さんとなにかする百合（『百合ドリル 難問編』2019年[20]）
- 復讐の魔女（『魔女集会アンソロジーコミック 2』2019年[21]）
- メイドイン遠城寺さん（『ムッツリな妄想女子とイチャイチャするアンソロジーコミック』2020年[22]）
- Eenie meenie（『イケおじに癒される アンソロジーコミック』2021年[23]）
- まひろとフルコンプ（原作：ねことうふ、『お兄ちゃんはおしまい！ 公式アンソロジーコミック 3』2023年[24]） - 『お兄ちゃんはおしまい！』のアンソロジー寄稿作品[24][25]。

### 成人向け漫画作品

#### 読み切り
- いーぶるすくりーむ（『コミックホットミルク』2013年7月号[26]）
- タイトル不明（『別冊コミックアンリアル 壁に埋め込まれた少女で性欲処理』2014年[27]）
- ぼくのおいなりさま『コミックホットミルク』2014年5月号[28]、2014年8月号[29]、2014年10月号[30]）
- タイトル不明（『別冊コミックアンリアル モンスター娘パラダイス3』2014年[31]）
- おおかみさんのおおしごと（『コミックホットミルク』2015年1月号[32]、2015年5月号[33]、2015年8月号[34]）
  - おおかみさんのおともだち（『コミックホットミルク』2015年3月号[35]）
- この声は届かない（『別冊コミックアンリアル 女体化Hは止められない！』2014年[36]）
- 折花攀龍（『コミックアンリアル』2015年2月号（Vol.53）[37]） - 『目がハートになって快楽堕ちするヒロインたち』収録[38]
- らぶみーvてんだーろいん（『COMIC天魔』2015年2月号[39]）
- すやすやSheep（『コミックアンリアル』2015年4月号（Vol.54）[40]）
- Alice in phantasmagoria（『コミックアンリアル』2015年6月号（Vol.55）[41]）
- 抱きつけ！ぬいぐるマー（『COMIC天魔』2015年6月号[42]）
- いいなりServant（『コミックアンリアル』2015年8月号（Vol.56）[43]）
- すぱっちあ！（『COMIC天魔』2015年9月号[44]）
- アルカロイド（『COMIC天魔』2015年11月号[45]）
- タイトル不明（『コミックアンリアル』2016年2月号（Vol.59）[46]）
- タイトル不明（『COMIC快楽天XTC』Vol.6（2016年3月号）[47]）
- タイトル不明（『コミックアンリアル』2016年4月号（Vol.60）[48]）
- ねこにまたたび（『COMIC高』2016年9月号[49]）
- タイトル不明（『COMIC X-EROS』#43 2016年7月号[50]）
- 辰さんの言うとおり（『コミックアンリアル』2016年8月号（Vol.62）[51]）
- タイトル不明（『COMIC X-EROS』#46 2016年10月号[52]）
- タイトル不明（『COMIC X-EROS』#49 2017年1月号[53]）
- タイトル不明（『COMIC E×E』8[54]）
- タイトル不明（『COMIC E×E』9[55]）
- 闇夜の館の女主人（『コミックメガストアα』2017年11月号[56]）
- タイトル不明（『COMIC E×E』10[57]）
- タイトル不明（『COMIC E×E』11[58]）

#### 書籍
- 『ユメミルスレイブ』キルタイムコミュニケーション〈アンリアルコミックス〉、2016年[59]
- 『おやつのじかん』茜新社〈TENMA COMICS〉、2016年[60]
- 『とろけも』コアマガジン〈メガストアコミックス〉、2017年[61]
- 『いけないことしたい』（2018年、メガストアコミックス。）

### その他
- 快楽美少女図鑑（『コミックホットミルク』2016年5月号[62]） - イラストレーション
- 『エッチなお姉さんが少年にお仕置きされてしまうおねガキアンソロジーコミック』2019年[63] - カバーイラスト[63]